# لیزماهی جلبکی
لیزماهی جلبکی (نام علمی: Apodichthys fucorum) نام یک گونه از تیره لیزماهی است.